# 查理·科克
查理·科克（英語：Charles J. Kirk；1993年10月14日—）是美國的一位保守派政治活動家、創業家、知名作家、主持人、演說家和YouTuber，出生在芝加哥。他在2012年和Bill Montgomery共同創建了Turning Point USA。

## 外部連結
- 官方网站
- 查理·科克在互联网电影资料库（IMDb）上的資料（英文）
- C-SPAN內的頁面（英文）